# Wikon
Wikon (toponimo tedesco) è un comune svizzero di 1 486 abitanti del Canton Lucerna, nel distretto di Willisau.

## Geografia fisica
Il territorio di Wikon si estende nella bassa valle della Wigger.

## Monumenti e luoghi d'interesse
- Chiesa parrocchiale cattolica di San Nicola di Flüe, eretta nel 1963 da Hermann Bauer[3][4];
- Castello di Wikon, attestato dal 1303 circa e dal 1891 sede del convento di monache benedettine di Marienburg[3][5].

## Società

### Evoluzione demografica
L'evoluzione demografica è riportata nella seguente tabella:
Abitanti censiti

## Infrastrutture e trasporti
Wikon è servito dalla stazione di Brittnau-Wikon sulla ferrovia Olten-Lucerna.